# Sân bay Kikwit
Sân bay Kikwit (IATA: KKW, ICAO: FZCA) là một sân bay ở Kikwit, Cộng hòa Dân chủ Congo.

## Hãng hàng không và điểm đến
| Hãng hàng không | Các điểm đến    |
| --------------- | --------------- |
| Kin Avia        | Kinshasa–N'Dolo |